# Барневиці (Картузький повіт)
Барневиці (пол. Barniewice) — село в Польщі, у гміні Жуково Картузького повіту Поморського воєводства.
Населення — 555 осіб (2011).
У 1975-1998 роках село належало до Гданського воєводства.

## Демографія
Демографічна структура станом на 31 березня 2011 року:
|          | Загалом | Допрацездатний вік | Працездатний вік | Постпрацездатний вік |
| -------- | ------- | ------------------ | ---------------- | -------------------- |
| Чоловіки | 287     | 76                 | 191              | 20                   |
| Жінки    | 268     | 59                 | 171              | 38                   |
| Разом    | 555     | 135                | 362              | 58                   |